# Barbora Podzimková
Barbora Podzimková (9 de septiembre de 1999 en Příbram, República Checa) es una modelo checa. En el 2014, ganó el concurso de modelos a nivel internacional de Elite Model Look Internacional 2014, realizado en la ciudad de Shenzhen en China, organizado por Elite Model Management, siendo la cuarta checa en la ganar el título.

## Primeros años
Podzimková nació el 9 de septiembre de 1999 en la ciudad de Příbram, República Checa. Vive junto con sus padres Ilona y Miroslav Podzimková y dos hermanos mayores, está estudiando para una escuela primaria de ocho años, que debería terminar en 2019. Su tía llamada Lada y su tío José. Podzimková tiene un primo que se llama Daniel. Después de ganar el concurso Elite Model Look, estando en plan de estudio individual. Antes de ser modelo de pasarela, a los 8 años se centraron con éxito en la natación competitiva.

### Elite Model Look 2014
Estos los logros de Podzimková ocurridos en el año 2014. Podzimková gana un año después que su compatriota y antecesora Eva Klímková, ganadora de Elite Model Look Internacional 2013, que también fue realizado en el mismo lugar de sede.
| Predecesor: Eva Klímková                     | Elite Model Look República Checa 2014 | Sucesor: Aneta Měšťanová                 |
| Predecesor: · Eva Klímková · República Checa | Elite Model Look Internacional 2014   | Sucesor: · Anouk Thijssen · Países Bajos |